# Ashapoorna Devi
Ashapurna Devi, née le 8 janvier 1909 à Calcutta et morte le 12 juillet 1995 dans la même ville, également connue sous les noms Ashapoorna Devi ou Ashapurna Debi, est une romancière et poète indienne en bengali. En 1976, elle reçoit le prix Jnanpith et Padma Shri du gouvernement indien, D.Litt. par les universités de Jabalpur, Rabindra Bharati, Burdwan et Jadavpur. 
L'université Visva-Bharati lui a décerné le Deshikottam en 1989. Pour sa contribution en tant que romancière et nouvelliste, la Sahitya Akademi lui a décerné sa plus haute distinction, la Sahitya Akademi Fellowship, en 1994. 

## Biographie
Ashapurna Devi nait dans une famille Baidya le 8 janvier 1909 dans le nord de Calcutta. Son nom de naissance est Asha Purna Devi (Gupta). Sa petite enfance se déroule dans une famille traditionnelle et extrêmement conservatrice. Les filles de la famille n'ont pas le droit d'aller à l'école alors que des tuteurs privés sont employés pour les garçons. On raconte qu'Ashapurna a appris l'alphabet en écoutant les lectures de ses frères. Bien qu'Ashapurna n'ait pas eu d'éducation formelle, elle est autodidacte.
Le père d'Ashapurna, Harendra Nath Gupta, est un artiste et designer célèbre de l'époque qui travaillait pour les fabricants de meubles C. Lazarus & Co. La mère d'Ashapurna, Sarola Sundari, est une grande amatrice de livres. C'est sa « soif intense » de lecture de livres classiques et de livres d'histoires qui fut transmise à Ashapurna et à ses sœurs dès leur plus jeune âge.
En raison d'un manque d'espace, Harendra Nath déplace sa famille dans une nouvelle maison au 157 / 1A Acharya Prafulla Chandra Road (à côté du Khanna Cinema Hall). Ce qui a donné à Sarola Sundari et à ses filles la liberté de lire autant de livres qu'elles le voulaient. Pour satisfaire le formidable besoin de lecture de Sarola Sundari, il y a alors un flux continu de livres et de magazines en provenance des bibliothèques de l'époque. Comme les loisirs ne manquaient pas pour les filles et qu'il n'y a aucun obstacle à la lecture de livres pour adultes dès leur enfance, Ashapurna et ses sœurs développent une passion pour les livres. Ashapurna est élevée pendant une période socialement et politiquement agitée, une période d'agitation et d'éveil nationaliste. Bien que les enfants de Harendra Nath n'aient pas eu de contact direct avec le monde extérieur, ils sont tout de même sensibles à l'agitation qui régnait dans le pays dirigé par Mahatma Gandhi et d'autres dirigeants politiques qui étaient prêts à sacrifier leur vie pour l'indépendance. Ainsi, différents facteurs étaient chargés de nourrir le climat culturel spécifique qui a guidé Ashapurna de sa petite enfance à sa jeunesse, et l'a amenée à une plate-forme définie de par diverses expériences et idéaux de vie. 
D'après Ashapurna, ses sœurs et elle se font concurrence en composant et en récitant des poèmes. Cela inspire la jeune Ashapurna à envoyer secrètement un poème à Sishu Sathi en 1922. Alors qu'Ashapurna a treize ans, son poème Bairer Dak (L'appel de l'extérieur) est publié. L'éditeur Rajkumar Chakravorty lui a également demandé d'envoyer davantage de poèmes et d'histoires. C'est le début de sa carrière littéraire qui fleurit avec les années, aboutissant à une place permanente pour elle dans le domaine de la littérature bengali. 
Ashapurna se marie en 1924 à l'âge de 15 ans, quittant Calcutta pour la résidence familiale de son fiancé à Krishnanagar. Après son mariage avec Kalidas Gupta, le couple déménage à plusieurs reprises les années suivantes. En 1927, ils s'installent à Calcutta où ils vécurent jusqu'en 1960. Ils ont ensuite dû déménager dans un appartement près de Golpark avec leur fils unique Sushanta, leur belle-fille Nupur et une petite-fille Shatarupa. Plus tard, en 1967, une autre petite-fille, Shatadeepa, a été ajoutée à la famille. En 1970, Kalidas Gupta et Ashapurna construisent leur propre maison à Garia au 17 Kanungo Park. Ashapurna y vit jusqu'à sa mort le 13 juillet 1995.
Au début de sa carrière d'écrivaine, Ashapurna n'écrit que pour les enfants. Chhoto Thakurdar Kashi Yatra (Le grand oncle va à Varanasi) est la première édition imprimée publiée en 1938, suivie par d'autres tout au long de sa carrière littéraire.
En 1936, elle écrit pour la première fois une histoire pour adultes, Patni O Preyoshi, publiée dans le numéro Puja d'Ananda Bazar Patrika. Prem O Prayojan est son premier roman pour adultes, publié en 1944. Son chef-d'œuvre, la trilogie Pratham Pratishruti (1964), Subarnolata (1967) et Bakul Katha (1974), symbolise une lutte sans fin pour l'égalité des droits des femmes. Selon Somak Ghoshal, écrivant pour Mint, « Ashapurna Devi a écrit sur des femmes et des hommes dont la vie était claustrophobiquement limitée par les conditions sociales, économiques et psychologiques ». 
Après sa mort, elle est largement honorée par de nombreux prix et récompenses. En janvier 2009, Doordarshan diffuse un documentaire sur sa vie et un événement de deux jours a été organisé pour célébrer ce qui aurait été son 101e anniversaire.

## Ouvrages

### Romans
- Aar Ek Ashapurna (Mitra O Ghosh)
- Agniparikha (Mitra O Ghosh)
- Asha Purna Devir Rachanaboli (en 10 volumes) (Mitra O Ghosh)
- Asha Purna Bithika (Nirmal Sahityam)
- Anamaniyaa (Karuna Prakashani)
- Bakul Katha (Mitra O Ghosh, 1974)
- Biswas Abiswas (Deb Sahitya Kutir)
- Chabibandha Sinduk (Mitra O Ghosh)
- Chitrakalpa (Mitra O Ghosh)
- Chosma Palte Jai (Deb Sahitya Kutir)
- Dibyahasini'r Dinolipi (Mitra O Ghosh)
- Drishya Theke Drishyantore (Mitra O Ghosh)
- Dwitiyo Adwitiyo (Nirmal Sahityam)
- Ei To Sedin (Ananda Publishers)
- Kalyani (Nirmal Sahityam)
- Ka(n)ta Pukur Lane'r Komola (Deb Sahitya Kutir)
- Laghu Tripodi (Puspo)
- Lila Chirontan (Mitra O Ghosh)
- Nakhyatrer Akash (Nirmal Sahityam)
- Noksha Kata Ghor (Karuna Prakashoni)
- Pancha Nodir Teere (Pal Publishers)
- Prem O Proyojon (Punascha, Nirmal Sahityam)
- Priyo Galpo (Nirmal Sahityam)
- Prothom Pratisruti (Mitra O Ghosh, 1964)
- Sashi Babu'r Sangsar (Punascha)
- Siri Bhanga Anka (Mitra O Ghosh)
- Shrimti Sat(m)a Jibon (Karuna Prakashani)
- Sthan Kaal Patra (Karuna Prakashani)
- Subarnalata (Mitra O Ghosh, 1967)
- Tin Prohor (Baluchori, Sunglass, Srinkholita) (Nirmal Sahityam)
- Trimatrik (Nirmal Sahityam)
- V.I.P Bari'r Lok (Karuna Prakashani)

### Rochonaboli
Ses rochonaboli (œuvres complètes) sont publiées en 10 volumes par l'éditeur Mitra O Ghosh.

#### Volume 1
- Boloygras (1952)
- Jog Biyog (1953)
- Nirjon Prithibi (1956)
- Charpotra (1960)
- Prothom Lagna
- Samudra Neel Akash Neel (1960)
- Uttorlipi (1960)
- Teenchanda
- Mukhor Ratri (1961)

#### Volume 2
- Agni Parikha (1952)
- Alor Sakhor
- Jibon Swad
- Aaar Ek Jhor
- Nodi Deek Hara
- Ekti Sondhya Ekti Sokal
- Uttoron
- Johuri
- Mayajaal

#### Volume 3
- Prem O Prayojan (1944)
- Nabajonma (1960)
- Sashi Babu'r Sangsar (1956)
- Unmochon (1957)
- Bahironga
- Begboti
- Abohosangeet

#### Volume 4
- Nepothyo Nayika
- Jonom Jonom ke Sathi
- Laghu Tripodi
- Du ye Mile Ek (Srinkholita and Sunglass)
- Suktisagar
- Sukherchabi
- Suyoranir Sadh
- Surobhi Sopno

#### Volume 5
- Mayadarpan
- Brittopoth
- Mittirbari
- Atikranto
- Sonar Horin
- Uro Pakhi
- Jugal Bondi
- Sesh Raai

#### Volume 6
- Kokhono Deen Kokhono Raat
- Baluchori
- Anobogunthita

#### Volume 7
- Bijoyi Basanta
- Ditio Adhyay
- Neel Porda
- Durer Janla
- Juganter Jobonika Pare
- Dui Meru

#### Volume 8
- Prothom Pratisruti (première partie)
- Polatok Sainik
- Pratikhar Bagan
- Jhinuk e Sei Tara

#### Volume 9
- Prothom Pratishruti (dernière partie) (1964)
- Subarnalata (1967)

#### Volume 10
- Bakul Katha (1974)
- Balir Niche Dhew

### Littérature jeunesse
- Aloy Adityer IcchaPatra Rahosyo (Ananda Publishers, 1995)
- Amorabatir Antorale (1994)
- Byaparta Ki Holo (1993)
- Bhaggi Juddho Bedhechilo (1986)
- Bhagyolakhi Lotarry (1990)
- Bhitore Ki Chilo (1985)
- Bhuture Kukur (1982)
- Bolber Moto Noi (1987)
- Cha(j)jone Mile (1979)
- Chutite Chotachuti (1982)
- Chotoder Srestho Golpo (1955)
- Chotoder Shresto Golpo (1981)
- Chotto Thakurdar Kashijatra (1938)
- Chotoder Bhalo Bhalo Golpo (1962)
- Dakaat r Kobole Ami (1972)
- Dibbosundarer Dibbogayan luv (1988)
- Doshti Kishore Uponyas (Ananda Publishers)
- Durer Basi (1978)
- Ek Kuri Golpo (1988)
- Ek Samudra onek Dheu (1963)
- Eker Modhe Teen (1991)
- Gaja Ukil Er Hatya Rahasya (Ananda Publishers, 1979)
- Golpo Bhalo Aber Bolo (1958)
- Golpo Holo Suru (1955)
- Golper Moto Golpo (1961)
- Half-Holiday (1941)
- Hasir Golpo (1967)
- Jibon Kalir Pakka Hiseb (1985)
- Jugalratno Tiktiki Office (1992)
- Kanakdeep (1962)
- Karapaker Pakchakra (Karuna Prakashani, 1997)
- Kato Kando Railgarite (1985)
- Kishore Amonibaas (1986)
- Kishore Bachai Golpo (1999)
- Kisor Sahityo Samagro (1983)
- Kishore Sahitya Samagro (1–3) (Mitra O Ghosh)
- Kisor Sahityo Samvar (1980)
- Kopal Khule Gelo Naki (1992)
- Majarumama (1992)
- Manikchand O Aro Choddo (1992)
- Manuser Mato Manus (1986)
- Mon Thaklei Mon Kamon (1996)
- Nije Bujhe Nin (1987)
- Nikharchai Amod (1982)
- Onara Thakbeni (1982)
- Pa(n)ch Bhuter Goppo (Punascha, 1990)
- Panchasti Kishore Galpo (Nirmal Sahityam)
- Pakhi Theke Hati (1983)
- Planchet (Karuna Prakashani, 1999)
- Poyela Doshra (1992)
- Rajkumarer Poshake (Ananda Publishers, 1975)
- Rahasyer Sandhaane (Nirmal Sahityam, 1981)
- Raja Noi Rani Noi (1959)
- Rajai Golpo (1976)
- Rani Mayabatir Antardhyan Rahosyo (1993)
- Ro(n)gin Molat (1941)
- Sakaler Sapno (1994)
- Sarojanter Nayak (1992)
- Satyi Amod (1992)
- Sei Sob Golpo (1967)
- Sera Baro (1988)
- Sera Rahasyo Samvar (1984)
- Shanirbachito Chotoder Shesto Golpo (1996)
- Shono Shono Golpo Shono (Deb Sahitya Kutir, 1956)

### Histoires publiées dans des magazines pour enfants
- Anko Sir o Mozart (Sarodiya Anondomela, 1995)
- Bhagye Thakle Kina Hoi (Uponyas)
- Bishe Bishkhay
- Bhut Namaibar Sahoj Podhdhoti (Sarodiya Anondomela, 1986)
- Chutite Chotachuti (Uponyas, Sarodiya Anondomela, 1981)
- Ghya(N)ch Kore
- Kagaj To Paro Na (Sarodiya Anondomela, 1985)
- Kichhu Korena Kichhu Korbe Na (Agomoni, Deb Sahitya Kutir)
- Matra Ekkhana Than Eet
- Muskil Asan er Kolkathi (Sarodiya Anondomela, 1989)
- Parar chhele (Sarodiya Anondomela, 1987)
- Swapner Railgari (Boro Golpo, Sarodiya Anondomela, 1983)
- Tibboti Lamar Coffin (Sarodiya Anondomela, 1993)

### Pakhik Anondomela Golpo Sankalan
- Tiktiki, Ateendriyo Shakti o Bedanto Bardhan (11 janvier 1989, illustration - Krishnendu Chaki)
- Kopaal'er Naam Gopaal (9 juin 1993, illustration - Debashish Deb)
- Mojaru-Mama (17 octobre 1984, illustration - Anup Roy)
- Ninkhonj Niruddesh Hote Gele (7 janvier 1987, illustration - Krishnendu Chaki)

### PujaBarshiki Anondomela Golpo Sankalan
- Bahadur (Sarodiya Anondomela, 1971)
- Hoito Eirokomi (Sarodiya Anondomela, 1992)
- Char Buror Adda (Sarodiya Anondomela, 1996)

### Kishore Uponyas(romans pour préadolescents)
- Raajkumar Er Poshake (Anandomela)
- Gaja Ukil Er Hotya Rohosya (Anandomela)
- Bhuture Kukur (Anandomela)
- Lonka Morich O Ek Mohamanab (Pakhyik Anandamela, March 1983)
- Manusher Moto Manush (Sharodiya Kishormon)
- Chara Pute Gelen Nantu Pise (Pakhyik Anandamela, 1987)
- Bomar Cheye Bisham (Sharodiya Kishor Bharati)
- Somuddur Dekha (Sharodiya Kishor Bharati, 1988)
- Aloy Adityer Iccha Potro Rohosyo (Anandomela)
- Harano Theke Prapti (Anandamela)

### Ouvrages traduits en anglais
- Matchbox (recueil de nouvelles, traduit par Prasenjit Gupta 2016)[11]
- Shake the Bottle (recueil de nouvelles, traduit par Arunava Sinha)[12]

## Adaptations télévisuelles et cinématographiques
Son roman Baluchori a été adapté en feuilleton télévisé sur Deepto TV nommé Aparajita . Subarnalata (série télévisée) sur Zee Bangla et Prothom Protisshruti sur Colors Bangla étaient des adaptations de ses romans du même nom. Le roman de 1953 de Devi, Jog Biyog, a inspiré un certain nombre de films dans diverses langues indiennes. Le film bengali de 1954 Agni Pariksha était basé sur son roman du même nom.  Le film a été simultanément transformé en un bilingue télougou - tamoul de 1959 intitulé Mangalya Balam en télougou et Manjal Mahimai en tamoul. Plus tard, il a été refait en hindi en 1967 sous le nom de Chhoti Si Mulaqat. 
Le film Tapasya sorti en 1976, produit par Tarachand Barjatya, est basé sur l'une de ses histoires. La réalisatrice Suman Mukhopadhyay a adapté son histoire Chuti Nakoch dans le long métrage hindi Nazarband, qui a été présenté en première au Festival du film indien de New York en 2021,.

## Distinctions
- 1954 : Prix Lila de l'Université de Calcutta
- 1966 : Médaille d'or Bhuban Mohini Das
- 1966 : Prix Rabindra du gouvernement du Bengale occidental
- 1976 : Prix Jnanpith (1976) du gouvernement indien, pour le roman Prothom Protishruti[20]
- 1988 : Médaille Haranath Ghosh du Bangiya Sahitya Parishad
- 1993 : Médaille d'or Jagattarini de l'Université de Calcutta